# یوهان فیلیپ نویمان
یوهان فیلیپ نویْمان (آلمانی: Johann Philipp Neumann؛ زادهٔ ۲۷ دسامبر ۱۷۷۴ - درگذشتهٔ ۳ اکتبر ۱۸۴۹) فیزیک‌دان، کتابدار، و شاعر اهل اتریش بود.
نویْمان از دوستان فرانتس شوبرت، آهنگساز بزرگ اتریشی بود.